# John Kopp
John Kopp – australijski judoka.
Brązowy medalista mistrzostw Oceanii w 1977. Mistrz Australii w 1976 roku.